# Sant’Egidio alla Vibrata
Sant’Egidio alla Vibrata község (comune) Olaszország Abruzzo régiójában, Teramo megyében.

## Fekvése
A Tronto és Salinello folyók közötti vízválasztó területén fekszik. Határai: Ancarano, Ascoli Piceno, Civitella del Tronto, Folignano, Maltignano, Sant’Omero és Torano Nuovo.

## Története
Idősebb Plinius feljegyzéseiből tudni, hogy a vidéken egy kis római település létezett Ilium néven. Nevét valószínűleg a homéroszi Trója után kapta. A Nyugatrómai Birodalom bukása után a bizánciak, majd a longobárd Spoletói Hercegség fennhatósága alá került, a 12. századtól pedig a normann Szicíliai Királyság része lett. 1809-ben Civitella del Trontóval önálló község lett. 1863-ban vált szét utóbbitól.

## Népessége
A népesség számának alakulása:

## Főbb látnivalói
- Porta Faraone – a középkori védőfalak legszebb kapuja
- Sant’Egidio Abate-templom – a 12. század első felében épült